# Tanytarsus tamaseptimus
Tanytarsus tamaseptimus är en tvåvingeart som beskrevs av Sasa 1980. Tanytarsus tamaseptimus ingår i släktet Tanytarsus och familjen fjädermyggor. Inga underarter finns listade i Catalogue of Life.